# Арсен Захарјан
Арсен Норајрович Захарјан (рус. Арсен Норайрович Захарян; Самара, 26. мај 2003) је руски фудбалер јерменског порекла који тренутно наступа за Реал Сосиједад. Игра на позицији везног играча.

## Успеси
Динамо Москва
- Куп Русије: (финале: 2021/22)[7]

Појединачни
- Најбољи млади играч Премијер лиге Русије: 2021/22.[8]
- Међу 33 најбољих фудбалера Премијер лиге Русије: 2021/22.[9]
- Награда Прва петорка за најбољег младог руског фудбалера: 2021.[10]
- Играч сезоне ФК Динамо Москва: 2020/21,[11] 2021/22.[12]